# Sporophila hypoxantha
Sporophila hypoxantha là một loài chim trong họ Thraupidae.